# Love Story (film)

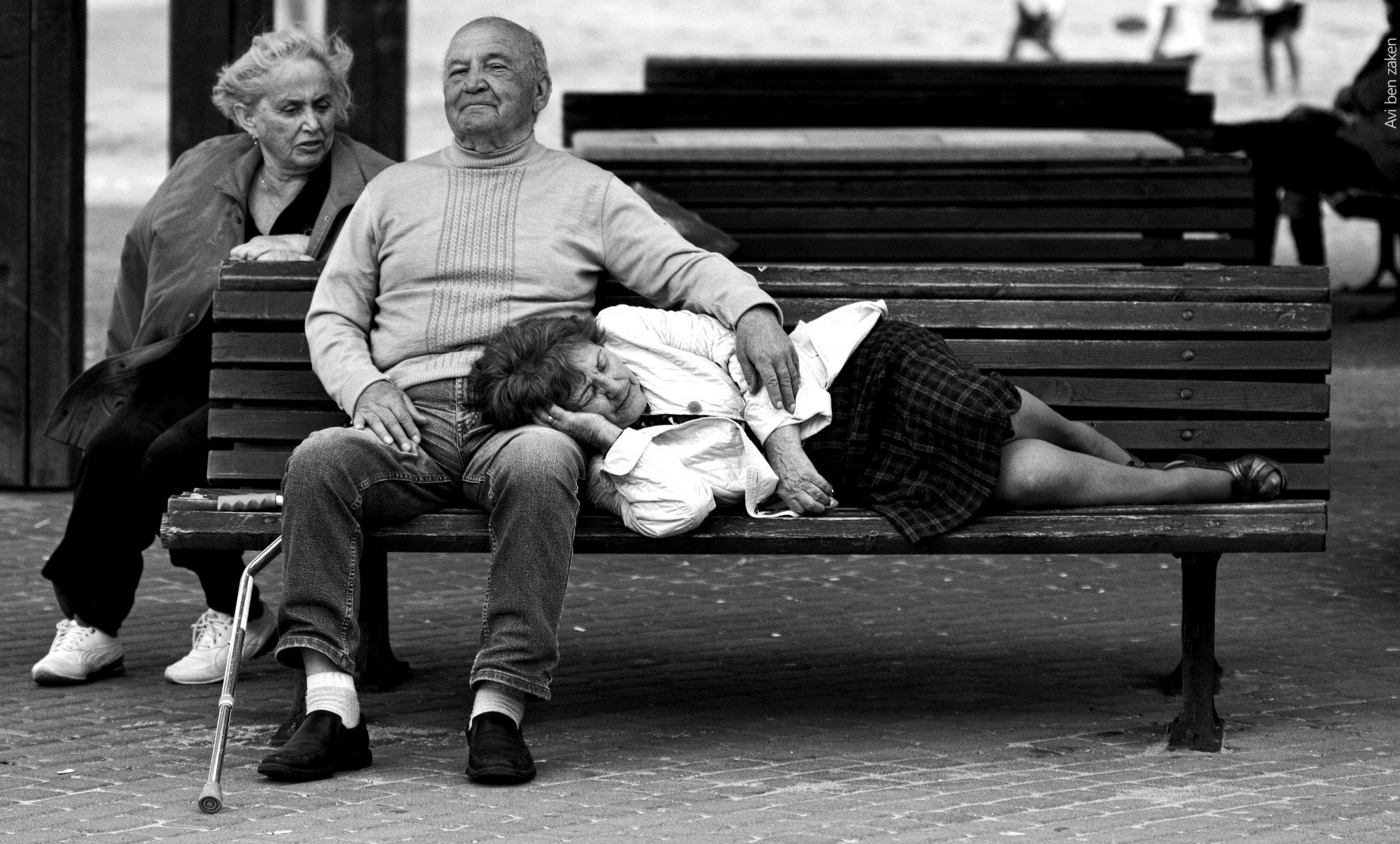
Un afiș al filmului

Love Story (titlul original: în engleză Love Story) este un film din anul 1970. Drama romantică are la bază un scenariu scris de Erich Segal, după care a fost adaptată cartea Love Story. Filmul, cunoscut pentru deznodământul său nefericit, este considerat unul dintre cele mai romantice din toate timpurile de către Institutul American de Film (locul 9 pe listă). În 1978 a fost realizat și un sequel, intitulat Oliver's Story, care nu a egalat succesul critic și de casă al filmului original. Love Story marchează debutul pe peliculă al actorului Tommy Lee Jones, care a interpretat un rol minor.

## Rezumat
Romanul spune povestea lui Oliver Barett IV, care provenea dintr-o familie înstarită și respectată de absolvenți ai Universității Harvard. Oliver Barett, student al Universității Harvard, se îndrăgostește de Jennifer Cavilleri, o fată ce provenea din clasa muncitoare, studentă la Radcliffe College. Înaintea absolvirii, cei doi se hotăresc să se căsătoreasca chiar dacă era împotriva dorințelor tatălui lui Oliver. Fără sprijinul financiar al tatălui lui Oliver cuplul se luptă să plătească Harvard Law School, cu Jenny lucrând ca profesoară de muzică la o școală privată de muzică. Absolvind al treilea din clasă, Oliver acceptă o slujbă respectabilă la o firmă de drept din New York.
Cu noul venit al lui Oliver, cuplul decide să aibă un copil. După ce nu izbutesc să îl conceapă, ei consultă un specialist care, după mai multe teste, îl înștiințează pe Oliver că Jenny este bolnavă și că în curând va muri. Deși nu este spus explicit, se pare că ea suferea de leucemie.

## Distribuție
- Ali MacGraw – Jennifer Cavilleri-Barrett
- Ryan O'Neal – Oliver Barrett IV
- John Marley – Phil Cavilleri
- Ray Milland – Oliver Barrett III
- Russell Nype – Dean Thompson
- Katharine Balfour – Mrs. Barrett
- Sydney Walker – Dr. Shapely
- Robert Modica – Dr. Addison
- Walker Daniels – Ray Stratton
- Tommy Lee Jones – Hank Simpson

## Premii
- Premiul Globul de Aur pentru cel mai bun film — Dramă
- Premiul Globul de Aur pentru cea mai bună actriță — Dramă — Ali MacGraw
- Premiul Globul de Aur pentru cel mai bun regizor — Arthur Hiller
- Premiul Oscar pentru cea mai bună coloană sonoră — Francis Lai
- Premiul Globul de Aur pentru cea mai bună coloană sonoră — Francis Lai
- Premiul Globul de Aur pentru cel mai bun scenariu — Erich Segal

### Nominalizări
- Premiul Oscar pentru cel mai bun film
- Premiul Oscar pentru cel mai bun regizor — Arthur Hiller
- Premiul Oscar pentru cea mai bună actriță — Ali MacGraw
- Premiul Oscar pentru cel mai bun actor — Ryan O'Neal
- Premiul Oscar pentru cel mai bun actor în rol secundar — John Marley
- Premiul Oscar pentru cel mai bun scenariu original — Erich Segal
- Premiul Globul de Aur pentru cel mai actor — Dramă — Ryan O'Neal
- Premiul Globul de Aur pentru cel mai bun actor în rol secundar — John Marley
- Directors Guild of America for Outstanding Directorial Achievement in Motion Pictures — Arthur Hiller
- Writers Guild of America Award for Best Drama Written Directly for the Screen — Erich Segal
- Premiul Grammy pentru cea mai bună coloană sonoră — Francis Lai

## Selecții muzicale din film
- Concerto Nr. 3 în Re Major pentru clavecin, a treia parte — de Johann Sebastian Bach
- Sonata în Fa Major pentru flaut și clavecin, prima parte — de Wolfgang Amadeus Mozart
- Joy To The World — de Georg Friedrich Händel și Isaac Watts
- A Fair Rose Is Blooming (Es ist ein Ros entsprungen) — de Michael Praetorius
- Love Story — de Francis Lai, interpretat de Francis Lai și His Orchestra
- Snow Frolic — de Francis Lai, performed de Francis Lai și His Orchestra
- I Love You, Phil — de Francis Lai
- The Christmas Tree — (traditional)
- Search for Jenny — de Francis Lai
- Bozo Barrett — de Francis Lai
- Long Walk Home — de Francis Lai
- Skating in Central Park — de John Lewis